# Jeanne DuPrau
Jeanne DuPrau (* 9. června 1944 San Francisco) je americká spisovatelka, která se proslavila sérií knih pro mládež s názvem Město Ember. Žije v Menlo Park v Kalifornii.

## Dílo

### Město Ember
Čtyřdílná série postapokalyptických novel pro mládež, inspirovaná autorčiným dětstvím stráveným v USA v období studené války, kdy se mnozí lidé připravovali na jadernou katastrofu.
- Město Ember, v originále City of Ember (2003)
- Vesnice Sparks, v originále The People of Sparks (2004)
- Věštkyně z Yonwoodu, v originále The Prophet of Yonwood (2006)
- Poklad v temnotách, v originále The Diamond of Darkhold (2008)

### Další fikce
- Car Trouble (2005)